# Live in Japan 2002
Live in Japan 2002 – перший концертний альбом канадського поп-панк гурту Simple Plan. Був спеціально записаний для Японії. Виданий 21 січня 2003 року під лейблом Atlantic Records.

## Список пісень
| #  | Назва                | Тривалість |
| -- | -------------------- | ---------- |
| 1. | «I'd Do Anything»    | 3:50       |
| 2. | «The Worst Day Ever» | 4:53       |
| 3. | «Grow Up»            | 4:16       |
| 4. | «American Jesus»     | 3:58       |
| 5. | «I'm Just a Kid»     | 5:06       |

| Бонус-треки | Бонус-треки | Бонус-треки |
| #           | Назва       | Тривалість  |
| ----------- | ----------- | ----------- |
| 6.          | «Addicted»  |             |
| 7.          | «Vacation»  |             |
| 8.          | «Surrender» |             |

## Чартові позиції
| Чарт (2003) | Найвища позиція |
| ----------- | --------------- |
| Японія      | 164             |